# Sampean (Dolok Sanggul)
Sampean is een bestuurslaag in het regentschap Humbang Hasundutan van de provincie Noord-Sumatra, Indonesië. Sampean telt 376 inwoners (volkstelling 2010).